# Odontopera ambigua
Odontopera ambigua är en fjärilsart som beskrevs av W. Warren 1898. Odontopera ambigua ingår i släktet Odontopera och familjen mätare. Inga underarter finns listade i Catalogue of Life.